# Ptasie Skały (Karkonosze)
Ptasie Skały (niem. Vogelstein) – grupa granitowych skałek w Sudetach Zachodnich, w paśmie Karkonoszy. Do 1945 były pomnikiem przyrody.
Ptasie Skały położone są w południowo-zachodniej Polsce, w Sudetach Zachodnich, w środkowej części Karkonoszy, na północnym skłonie Śląskiego Grzbietu, w bocznym ramieniu, odchodzącym ku północnemu zachodowi od Smogorni.
Jest to duże zgrupowanie skałek, składające się z kilku granitowych ostańców o wysokości kilku metrów. Położone na wysokości około 1005–1046 m n.p.m., na szczycie i zachodnim zboczu Ptasiaka. Poniżej Ptasich skał, w dolinie Srebrnego Potoku znajdują się Srebrne Kaskady.
Można tu obserwować spękania biegnące w trzech kierunkach oraz nieregularne (cios granitowy).